# João Valença
João Victor do Rego Valença (Recife, 2 de abril de 1890 - 7 de agosto de 1983) foi um compositor brasileiro.
Filho de João Bernardo do Rego Valença Filho e Maria Martins do Rego Valença, nasceu no Recife, e viveu no bairro da Madalena. Sua família tinha uma relação antiga com a música e a arte, seus avós João Bernardo do Rego Valença e Dona Ana Alexandrina do Rego Valença encenavam uma opereta natalina chamada de O Presépio dos Irmãos Valença desde 1865, no sítio deles próprios. O presépio continua a ser representado ainda hoje pela família Valença.
Juntamente com Raul Valença, seu irmão, formou a dupla de compositores conhecida como os Irmãos Valença.
Em 1898 iniciou o aprendizado de piano, estimulado pela família, que cultuava a música, passando a ter aulas com o professor Artur Marques de Oliveira. Antes Raul iniciara de forma autodidata os seus estudos.
Formou em 1924, com um grupo de primos e amigos, uma companhia teatral denominada Grupo Familiar Madalenense.
A canção de maior destaque que compôs junto de seu irmão foi a marcha carnavalesca Mulata que foi muito tocada em diversos clubes de Recife. Em 1932, o músico carioca Lamartine Babo gravou a marcha mantendo o estribilho, alterando a introdução  e a segunda parte, tanto na letra quanto na música, mudando também o título para  O teu cabelo não nega, marcha que obteve grande sucesso no carnaval carioca de 1932, ocasionando uma disputa jurídica vencida pelos irmãos, obrigando a gravadora RCA Victor a modificar todos os selos dos discos, além de pagar uma indenização de 40 contos de réis. Porém, por acordo, Lamartine Babo dividiu os créditos de autoria, pondo seu nome em primeiro lugar, dando a impressão de que os verdadeiros autores seriam apenas coadjuvantes.
Além das inúmeras composições que fez em dupla com seu irmão Raul, João Valença também compôs:
- Viola querida (canção)
- Capionga
- Devoção
- Hino de São Sebastião (em parceria com Ariano Suassuna).